# Otukou
Otukou ou Otūkou est une communauté rurale située dans le district de Taupo et la région de Waikato dans l'Île du Nord de la Nouvelle-Zélande.

## Situation
Le village principal d’Otukou est localisé sur le trajet de la route State Highway46 (en), sur la berge sud-est du lac Rotoaira.

## Installations
Le marae d’Otūkou, localisé à l’ouest du lac est un marae de l'iwi local des Ngāti Tūwharetoa (en) de l’hapū des Ngāti Hikairo (en) . 
Il comprend la  maison de rencontre nommée:Okahukura  .